# 達氏蟾頭龜
達氏蟾頭龜（學名：Mesoclemmys dahli）是中龜屬下的一種龜，只生活在哥倫比亞東北部的玻利瓦爾省。

## 外部連結
- Tortoise & Freshwater Turtle Specialist Group 1996.  Phrynops dahli.